# Erylus geodiformis
Erylus geodiformis is een sponzensoort uit de familie Geodiidae in de klasse gewone sponzen (Demospongiae).
De wetenschappelijke naam van de soort werd in 1988 gepubliceerd door van Soest & Stentoft.